# Robin Wright
Robin Virginia Gayle Wright (Dallas, 8 d'abril de 1966) és una actriu estatunidenca, coneguda sobretot pels seus papers de princesa Flor de Neu a la pel·lícula d'aventures i fantasia La princesa promesa, Jenny a la pel·lícula Forrest Gump, Theresa a la pel·lícula Missatge en una ampolla, i de Claire Underwood a la sèrie House of Cards. Aquesta última interpretació li va suposar un Globus d'Or a la millor actriu dramàtica a televisió l'any 2014.
Va estar casada amb Sean Penn durant catorze anys durant els quals es va dir Robin Wright Penn. Amb el seu divorci el 2010 va recuperar el seu nom de soltera.

## Biografia
Es va criar a San Diego a l'estat de Califòrnia i va començar la seva carrera professional com a model. En acabar els estudis secundaris decideix ser actriu. Va aconseguir el seu primer paper en la sèrie Santa Barbara (1984), pel qual va ser candidata en tres ocasions al Premi Emmy. El seu debut cinematogràfic va ser en el film de Rob Reiner La princesa promesa (The Princess Bride, 1987). El 1990 coneix l'actor Sean Penn durant el rodatge del film State of Grace. El 1992 treballa al costat d'Albert Finney i Aidan Quinn en The Playboys. Aquest mateix any acompanya Robin Williams en Toys. El 1995 rep nominacions als Premis Globus d'Or i als Screen Actor´s Awards pel seu paper en Forrest Gump (1994). Aquest mateix any filma The Crossing Guard, al costat de Jack Nicholson, en la segona pel·lícula de Sean Penn com a director.
El 1996 protagonitza Moll Flanders (1996) al costat de Morgan Freeman. Es casa amb Sean Penn el 27 d'abril de 1996 i es fa públic el seu divorci el 2007, al·legant diferències irreconciliables. No obstant això, aquest divorci no es concreta i la parella segueix junta, apareixent del braç per als Oscar 2009 quan Penn es va alçar amb una estatueta al millor actor. Certament va oblidar agrair la seva esposa al seu discurs i va celebrar-ho sol. Finalment l'actor la va deixar a l'agost de 2010 després de tretze anys casats i dues dècades de relació. Amb ell té dos fills. Coprotagoniza al costat de William Hurt el film Loved, 1997, paper pel qual és nominada millor actriu als Premis Independent Spirit, premi que guanya. El 1999 protagonitza al costat de Kevin Costner la pel·lícula Missatge en una ampolla (Message in a Bottle, 1999).

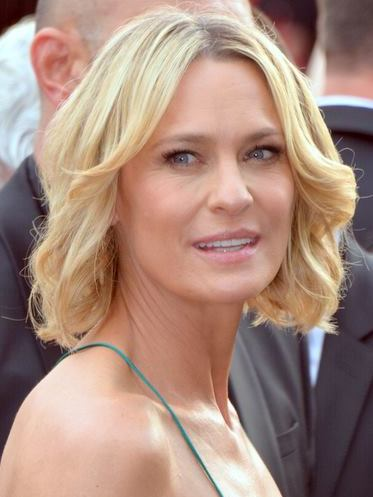
Robin Wright al Festival de Cannes de 2017.

El 2000 es posa sota les ordres de M. Night Shyamalan, per ser l'esposa de Bruce Willis en Unbreakable, 2000. A la pel·lícula The Pledge (2001) és dirigida novament pel seu espòs, on comparteix paper amb Jack Nicholson. A The Singing Detective, 2003 és protagonista al costat de Robert Downey Jr. Ha protagonitzat al costat de Jude Law i Juliette Binoche la pel·lícula Breaking and Entering, 2006, l'últim film del director Anthony Minghella.
El 2011 apareix en un paper secundari en la producció Millennium: Els homes que no estimaven les dones –Män som hatar kvinnor– amb el personatge d'Erika Berger.
El 2013 assumeix el paper d'esposa de Kevin Spacey a House of Cards, sèrie de televisió original de Netflix, desenvolupada i produïda per Beau Willimon. A més, aquest mateix any protagonitza la pel·lícula El congrés, on apareix com una actriu fracassada per les seves males eleccions a l'hora de triar papers en pel·lícules comercials.
El 2017 va interpretar la general Antiope a Wonder Woman i la seqüela Wonder Woman 1984 (2020). Apareix a la seqüela de Blade Runner Blade Runner 2049 amb Ryan Gosling, Harrison Ford i Jared Leto.

## Vida personal

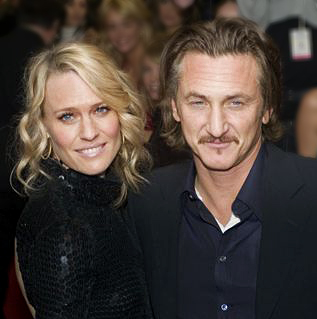
Wright amb qui era llavors el seu marit Sean Penn el setembre de 2006.

De 1986 to 1988, Wright va estar casada amb el també actor Dane Witherspoon. Es van conèixer el 1984 al plató de la telenovel·la Santa Barbara.
El 1989, Wright es va comprometre amb l'actor Sean Penn després del seu divorci de Madonna. A Wright se li va oferir el paper de Lady Marian a la pel·lícula Robin Hood: Príncep dels lladres, però el va rebutjar perquè estava embarassada. La seva filla, Dylan Frances, va néixer l'abril de 1991. Va deixar el paper d'Abby McDeere a The Firm (1993) a causa del seu embaràs del seu segon fill, Hopper Jack, que va néixer l'agost de 1993.
Després de diversos episodis de tensió amb processos de divorci iniciats i finalment cancel·lats, es van divorciar l'estiu del 2010. Entre el 2012 i el 2014 va tenir una relació amb Ben Foster. El 2017 va conèixer Clément Giraudet, director de relacions VIP de la casa de mode Yves Saint Laurent, amb qui es va casar amb l'11 d'agost de 2018 a La Roche-sur-le-Buis, una petita ciutat del Droma.

## Filmografia
Les seves pel·lícules més destacades són:
| Any  | Pel·lícula                                       | Director                 | Personatge              | Premis |
| ---- | ------------------------------------------------ | ------------------------ | ----------------------- | --- |
| 1986 | Hollywood Vice Squad                             | Penelope Spheeris        | Lori Stanton            | |
| 1987 | La princesa promesa                              | Rob Reiner               | Princesa Flor de Neu    | Nominada – Premi Saturn a la millor actriu |
| 1987 | Home                                             | Sheldon Larry            | Valerie Kane            | |
| 1990 | El clan dels irlandesos                          | Phil Joanou              | Kathleen Flannery       | |
| 1990 | Denial                                           | Erin Dignam              | Sara/Loon               | |
| 1992 | The Playboys                                     | Gillies MacKinnon        | Tara Maguire            | |
| 1992 | Toys                                             | Barry Levinson           | Gwen Tyler              | Nominada – Premi Saturn a la millor actriu secundària |
| 1994 | Forrest Gump                                     | Robert Zemeckis          | Jennifer "Jenny" Curran | Nominada - Globus d'Or a la millor actriu secundària Nominada – Premi Saturn a la millor actriu secundària Nominada – Premi del Sindicat d'Actors de Cinema a la millor actriu secundària                                                                     |
| 1995 | Creuant l'obscuritat                             | Sean Penn                | Jojo                    | |
| 1996 | Moll Flanders, el coratge d'una dona             | Pen Densham              | Moll Flanders           | Nominada – Premis Satellite a la millor actriu |
| 1997 | Loved                                            | Erin Dignam              | Hedda Amerson           | Nominada – Independent Spirit a la millor actriu |
| 1997 | Atrapada entre dos homes                         | Nick Cassavetes          | Maureen Murphy Quinn    | Nominada – Premi del Sindicat d'Actors de Cinema a la millor actriu |
| 1998 | Hurlyburly                                       | Anthony Drazan           | Darlene                 | |
| 1999 | Missatge en una ampolla                          | Luis Mandoki             | Theresa Osborne         | Nominada – Actriu preferida als Blockbuster Entertainment Awards - Drama/Romance |
| 2000 | How To Kill Your Neighbor's Dog                  | Michael Kalesniko        | Melanie McGowen         | |
| 2000 | Unbreakable                                      | M. Night Shyamalan       | Audrey Dunn             | Nominada – Actriu preferida als Blockbuster Entertainment Awards - Suspense |
| 2001 | El jurament                                      | Sean Penn                | Lori                    | |
| 2002 | La flor del mal                                  | Peter Kosminsky          | Starr Thomas            | |
| 2003 | El detectiu cantant                              | Keith Gordon             | Nicola / Nina / Rossa   | |
| 2003 | Virgin                                           | Deborah Kampmeier        | Sra. Reynolds           | |
| 2004 | Una casa a la fi del món                         | Michael Mayer            | Clare                   | |
| 2005 | Nou vides (Nine Lives)                           | Rodrigo García Barcha    | Diana                   | Lleopard a la millor actriu (Festival Internacional de Cinema de Locarno) Nominació conjunta – Gotham Independent Film Award per millor repartiment Nominada – Satellite Award a la millor Actriu Nominada - Independent Spirit a la millor actriu secundària |
| 2005 | Sorry, Haters                                    | Jeff Stanzler            | Phoebe                  | Nominada - Independent Spirit a la millor actriu |
| 2005 | Empire Falls                                     | Fred Schepisi            | Grace Roby              | |
| 2006 | Breaking and Entering                            | Anthony Minghella        | Liv                     | |
| 2007 | Beowulf                                          | Robert Zemeckis          | Wealthow                | |
| 2007 | Hounddog                                         | Deborah Kampmeier        | Dama estranya           | |
| 2008 | What Just Happened                               | Barry Levinson           | Kelly                   | |
| 2009 | Conte de Nadal                                   | Robert Zemeckis          | Fan/Belle               | |
| 2009 | New York, I Love You                             | Diversos                 | Anna                    | |
| 2009 | The Private Lives of Pippa Lee                   | Rebecca Miller           | Pippa Lee               | |
| 2009 | State of Play                                    | Kevin Macdonald          | Anne Collins            | |
| 2010 | La conspiració                                   | Robert Redford           | Mary Surratt            | |
| 2011 | Millennium: Els homes que no estimaven les dones | David Fincher            | Erika                   | |
| 2011 | Moneyball                                        | Bennett Miller           | Sharon                  | |
| 2011 | Rampart                                          | Oren Moverman            | Linda Fentress          | |
| 2013 | A Most Wanted Man                                | Anton Corbijn            | Martha Sullivan         | |
| 2013 | Dues mares perfectes                             | Anne Fontaine            | Roz                     | |
| 2015 | Everest                                          | Baltasar Kormákur        | Peach Weathers          | |
| 2017 | Wonder Woman                                     | Patty Jenkins            | General Antiope         | |
| 2017 | Blade Runner 2049                                | Denis Villeneuve         | Tinent Joshi            | |
| 2017 | Lliga de la justícia                             | Zack Snyder, Joss Whedon | General Antiope         | Cameo no acreditat |
| 2018 | André the Giant                                  | Jason Hehir              | Ella mateixa            | Documental |
| 2020 | Wonder Woman 1984                                | Patty Jenkins            | General Antiope         | |
| 2021 | Land                                             | Robin Wright             | Edee Mathis             | També directora |
| 2021 | Zack Snyder's Justice League                     | Zack Snyder              | General Antiope         | |
| 2024 | Here (pel·lícula de 2024)                        | Robert Zemeckis          | Margaret                | |

## Premis
| Any  | Categoria                                                                 | Títol          | Resultat   |
| ---- | ------------------------------------------------------------------------- | -------------- | ---------- |
| 2014 | Globus d'Or a la millor actriu secundària en sèrie, minisèrie o telefilm  | House of Cards | Guanyadora |
| 2005 | Lleopard a la millor actriu (Festival Internacional de Cinema de Locarno) | Nou vides      | Guanyadora |
| 1994 | Globus d'Or a la millor actriu secundària                                 | Forrest Gump   | Nominada   |